# فرانتس برونز
فرانتس برونز (انگلیسی: Franz Brungs؛ زادهٔ ۴ دسامبر ۱۹۳۶) بازیکن فوتبال اهل آلمان است.
از باشگاه‌هایی که در آن بازی کرده‌است می‌توان به باشگاه فوتبال کلن، باشگاه فوتبال بروسیا دورتموند، باشگاه فوتبال هرتابرلین، باشگاه فوتبال نورنبرگ، و باشگاه فوتبال بروسیا مونشن‌گلادباخ اشاره کرد.